# Цасри
Цасри (груз. წასრი) — село в Грузии, на территории Чиатурского муниципалитета края (мхаре) Имеретия.

## География
Село находится на западе центральной части Грузии, на правом берегу реки Дзаргвенаурисгеле, на расстоянии приблизительно 5 километров (по прямой) к юго-востоку от города Чиатура, административного центра муниципалитета. Абсолютная высота — 755 метров над уровнем моря.

## Население
По результатам официальной переписи населения 2014 года, в Цасри проживал 261 человек (129 мужчин и 132 женщины). В национальной структуре населения грузины составляли 100 %.
| Год  | Население, человек |
| ---- | ------------------ |
| 2002 | 403                |
| 2014 | ↘ 261              |